# Daniel Rukavina
Daniel Rukavina, hrvaški zdravnik, pedagog in akademik, * 22. februar 1937, Sarajevo, † 31. januar 2022, Reka.
V letih 1983−1987 je bil dekan Medicinske fakultete na Reki. Leta 2000 je postal v.d. rektorja Univerze na Reki in funkcijo opravljal dva mandata v letih 2001–2005 in 2005–2009. Bil je redni član Hrvaške akademije znanosti in umetnosti in Akademije medicinskih znanosti Hrvaške.